# 최언서
최언서(1997년 5월 23일~)는 대한민국의 가수이다. 2022년 싱글 앨범 《파도》로 데뷔하였다.

## 음반
- 2022년 싱글 《파도》
- 2022년 싱글 《바람》
- 2023년 EP 《외로운 사람들》